# Cuora flavomarginata
La tortuga de caja china (Cuora flavomarginata ) es una especie asiática de tortuga de caja del género Cuora y de la familia Geoemydidae que se distribuye por China, Taiwán y Japón.

## Morfología

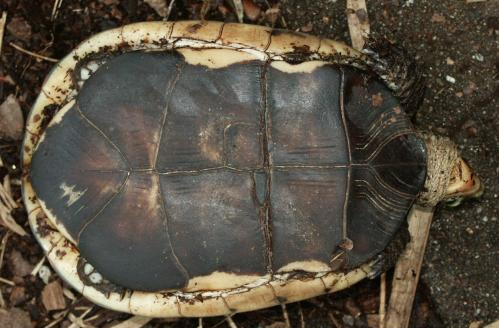
Plastrón de C. flavomarginata

C. flavomarginata tiene un caparazón muy abombado, el caparazón y plastrón son de color marrón oscuro, con excepción de una franja de color amarillo crema en la quilla vertebral. El borde del plastrón es ligeramente pigmentado debido a los escudos marginales y escudos plastrales con pigmentación más ligera cerca de sus bordes. La piel de las extremidades es de color marrón, mientras que la parte superior de la cabeza es de un verde pálido. Cada lado de la cabeza tiene una línea amarilla que se extiende desde detrás del ojo hacia atrás. La piel debajo de la cabeza y entre los miembros es de un color más claro. 
C. flavomarginata tiene la capacidad de llevar el peto a los bordes del caparazón. Esto es posible por una bisagra en el plastrón y ligamentos que conectan el caparazón y el plastrón, que permite el movimiento limitado. 
Las patas delanteras tienen cinco garras, mientras que las traseras tienen cuatro. 
Hay poca diferencia exterior entre machos y hembras en C. Flavomarginata. Los machos tienen una cola más larga que las hembras, es de forma casi triangular.

## Distribución
C. flavomarginata se distribuye por el centro de China: Hunan, Henan, Anhui, Hubei, Chongqing, por el este de Sichuan, Zhejiang y Jiangsu (por lo general a lo largo del río Yangtze). También se encuentra en Taiwán y Japón, específicamente en las Islas Ryukyu,  Ishigaki e Iriomote. Su hábitat no son los ríos, viven en zonas húmedas inundadas y pantanosas de poca profundidad, y tienen hábitos bastante terrestres en comparación con las otras especies del género Cuora.

## Alimentación
C. flavomarginata es omnívora y come una gran variedad de alimentos. Los adultos se alimentan de las lombrices de tierra, caracoles, babosas, y gusanos. En cautividad también comen pescado seco y húmedo, comida seca para gatos, comida para gatos conservada;. Frutas, incluyendo fresas , plátanos, melones y papayas. Hortalizas, incluidas las zanahorias ralladas, el maíz en la mazorca, calabazas. Las verduras de hoja verde son ignoradas, cazan invertebrados y larvas. 

## Sistemática y taxonomía
En 1863, John Edward Gray describe la especie como Cistoclemmys flavomarginata. Más tarde se trasladó al género Cyclemys, y luego al género Cuora. Continúa el debate sobre si la especie está en consonancia con Cuora o si se debe clasificar por separado (como Cistoclemmys). Roger Bour y Ren Hirayama, han proporcionado pruebas de que flavomarginata y otras especies son distintas de Cuora, que han sido criticadas, pero no refutadas. Por lo tanto, el uso de Cuora y de Cistoclemmys tienen cierto prestigio. 
Tres subespecies han sido identificadas: 
- Cuora flavomarginata flavomarginata (Gray, 1863)
- Cuora flavomarginata sinensis (Hsü, 1930)
- Cuora flavomarginata evelynae ( Ernst y  Lovich, 1990)

Esta especie tiene híbridos con Mauremys japonica en cautividad y con las hembras de las tortugas de pecho negro Ryukyu en cautividad y en libertad.